# Ліне Велта
Велта Ліне (латис. Velta Līne, рос. Велта Мартыновна Лине 28 серпня 1923, Рига — 31 грудня 2012, Рига) — латвійська акторка. Дружина актора і режисера Гунара Цилінскіса.

## Біографія
Закінчила драматичну студію Народного театру в Ризі (1946). З 1945 року — акторка Національного театру (Театр драми ім. А. Упіта).
Серед виконаних нею ролей — Офелія в «Гамлеті» Шекспіра, Маргарита Готьє в «Дамі з камеліями» Олександра Дюма-сина, Лариса в «Безприданниці» Островського, Нора в однойменній п'єсі Ібсена. Своє 80-річчя Ліні зазначила роллю Фаїни Раневської у виставі за п'єсою Олександра Образцова «Два серця».
Широкому глядачеві відома як виконавиця ролі імператриці Олександри Федорівни у фільмі «Агонія» (1981). Знялася також у картинах «Урок історії» (1957), «Вступ» (1962), «Довга дорога в дюнах» (1980).

## Фільмографія
- 1957 — «Рита» — дружина Камерера
- 1961 — «Обдурені» — Беате
- 1962 — «Вступ» — евакуйована латишка
- 1962 — «День без вечора» — Херта Егле
- 1966 — ««Циклон» почнеться вночі» — Кремер
- 1968 — «За поворотом — поворот» — Анна
- 1970 — «Республіка Воронячої вулиці» — мати Янки
- 1980 — Жайворонки — Зелма
- 1981 — «На межі століть» — Лауклене
- 1982 — «Блюз під дощем» — завідуюча магазином

## Нагороди та звання
- Сталінська премія другого ступеня (1948); за виконання ролі Кайви у виставі «Глина і порцеляна» А. П. Грігуліса.
- Сталінська премія третього ступеня (1951).
- Заслужена артистка Латвійської РСР (1954).
- Народна артистка Латвійської РСР (1964).
- Народна артистка СРСР (1973).
- З нагоди 85-річчя нагороджена Орденом Трьох зірок.